# رولستوک، بریتیش کلمبیا
رولستوک (‎/ˈrɛvəlstoʊk/‎)(به انگلیسی: Revelstoke) شهری در جنوب شرقی بریتیش کلمبیای کانادا است.

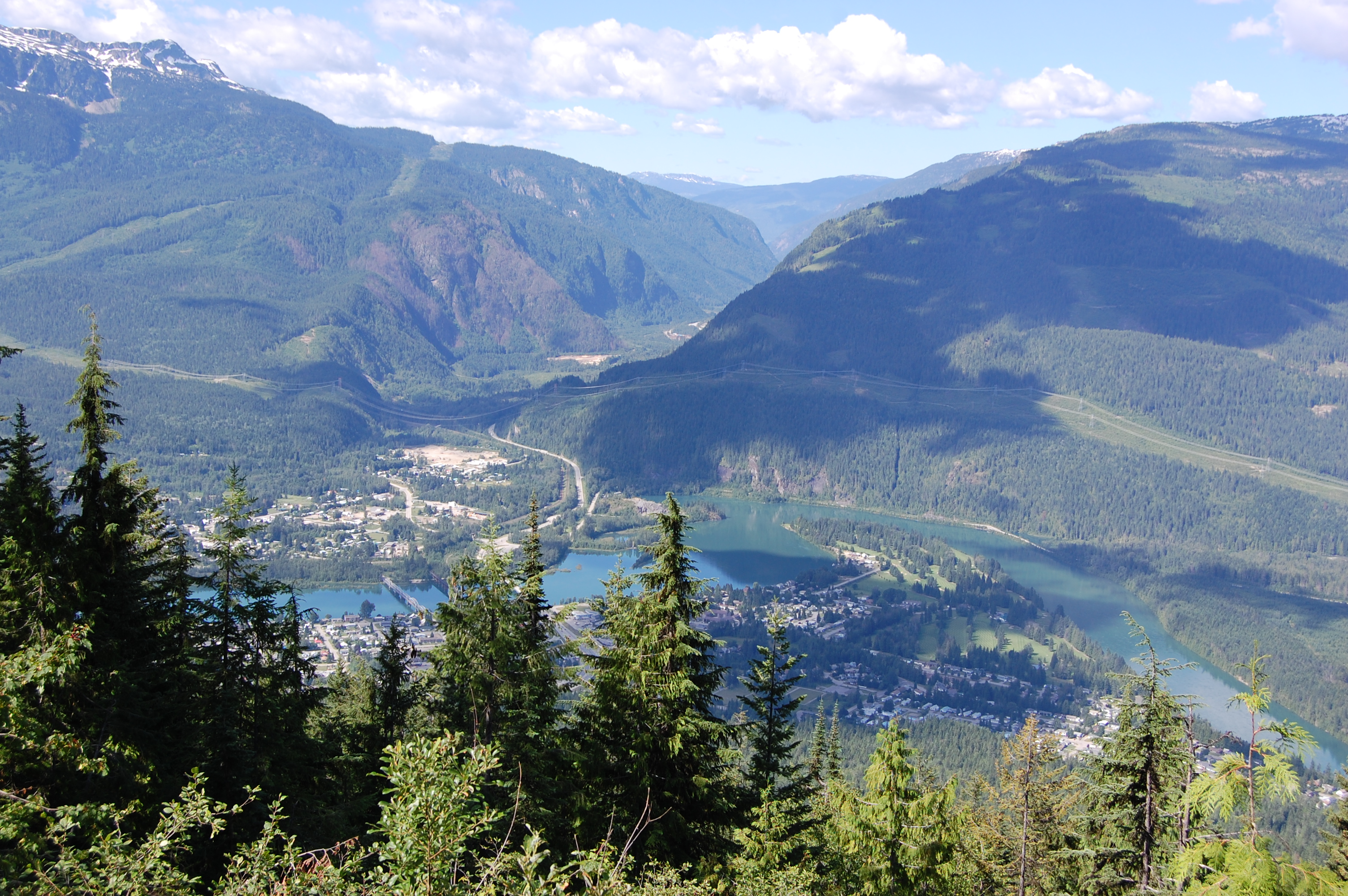
دورنمای رولستوک از کوه پارک ملی رولستوک

این شهر توسط بزرگراه ترانس کانادا و راه‌آهن کانادا پسیفیک به سایر شهرها و مناطق مرتبط است و در فاصله ۶۴۱ کیلومتر (۳۹۸ مایل) از شرق ونکوور و ۴۱۵ کیلومتر (۲۵۸ مایل) از غرب کلگری در آلبرتا واقع شده است.
در سال ۲۰۱۱ جمعیت رولستوک ۷٬۱۳۹ نفر بوده است.